# ميكيلي بيليتزير
ميكيلي بيليتزير (بالإيطالية: Michele Pellizzer)‏ (22 مايو 1989 في إيطاليا - ) هو لاعب كرة قدم إيطالي في مركز الدفاع. لعب مع نادي سيتاديلا ونادي فيرتوس إينتيلا وBassano Virtus 55 ST ‏.

## روابط خارجية
- ميكيلي بيليتزير على موقع قاعدة بيانات كرة القدم.إي يو (الإنجليزية)
- ميكيلي بيليتزير على موقع Soccerway.com (الإنجليزية)